# Réserve naturelle du Mont Penna
La Réserve naturelle du Mont Penna (en italien : Riserva naturale Monte Penna) est une zone naturelle protégée située sur les pentes du Mont Amiata dans la commune de Castell'Azzara, dans  la province de Grosseto en Toscane.
,
Le Mont Penna est également protégé en tant que site d'importance communautaire dans le SIC Monte Penna, Bosco della Fonte et M.te Civitella, et en tant que site d'intérêt régional, ce dernier étant en partie inclus dans la réserve naturelle. Cette dernière protection spéciale est due à l'émergence de zones karstiques d'intérêt naturaliste, avec des systèmes souterrains caractérisés par des populations de diverses espèces de Chiroptères, comme le Rhinolophus euryale et le Myotis myotis.

## Territoire
Elle occupe une superficie de 1 050 ha comprenant un massif montagneux à prédominance calcaire, sur le versant sud-est du Mont Amiata, près de Castell'Azzara. Les plus hauts sommets sont représentés par le Monte Civitella (1 107 m), le Poggio della Vecchia ou le Monte Penna (1 086 m) et le Monte Nebbiaio (1 086 m). 
La zone est caractérisée par l'affleurement de formations du faciès ligure et par des phénomènes karstiques évidents (gouffres, dépressions de tranchées et quelques grottes) affectant le Mont Civitella et le Poggio della Vecchia, près desquels se trouve un gouffre actif.
À l'intérieur de la réserve se trouve également un biotope d'érable, appelé Fonte Penna, protégé par la Società botanica italiana (it).

## Flore
La zone est presque totalement boisée à l'exception de quelques champs cultivés et pâturages dans la partie sud : érable champêtre, érable sycomore, Acer obtusatum, chêne cerris, frêne élevé, châtaignier commun, pin noir...

## Faune
Il convient de noter la présence d'espèces d'oiseaux rares et menacées associées aux prairies pâturées et aux zones rocheuses, ainsi que diverses espèces d'oiseaux de proie nichant dans les milieux boisés. Parmi eux se trouvent le circaète Jean-le-Blanc et le bruant ortolan, signalés autrefois comme nicheurs, disparus ces derniers temps et probablement éteints en tant que tels.

## Lieux d'intérêt
- Les ruines de la Rocca Silvana construite au IXe siècle.